# Montana (Frank Zappa)
Montana è un brano del musicista statunitense Frank Zappa che compare per la prima volta nel suo album in studio Over-Nite Sensation, pubblicato dalla DiscReet Records nel settembre del 1973.

## Il brano
È la traccia che chiude il disco ed è interpretata nel classico stile di Zappa, con frequenti e sorprendenti cambi di ritmo. Viene considerata la migliore canzone dell'album, il quale rappresenta uno spartiacque nella carriera dell'artista, definendo lo stile dei suoi lavori successivi. Sia Montana che diversi altri brani del disco saranno presenti in buona parte dei concerti futuri di Zappa. Oltre a cantare e suonare la chitarra, l'artista scrive le musiche e i testi, nei quali figurano termini tipici delle parlate da cowboy, opportunamente distorti per renderli più divertenti.

### Struttura e testo
La notevole introduzione del brano si chiude con un assolo di batteria a cui fa seguito la voce di Zappa, a metà tra il cantato ed il recitato, che con un testo spassoso e demenziale racconta l'intenzione di trasferirsi in Montana ed aprire una propria azienda per coltivare filo interdentale. Entra poi il coro, che spesso si inserisce in tutto l'arco del brano, in cui spiccano le voci di Tina Turner e delle sue Ikettes. Zappa riprende il racconto spiegando che vuole integrare la produzione di filo interdentale con quella di miele per incerare il filo; è sicuro che potrà così arrivare in alto, e per questo va in Montana (che è uno Stato montuoso). Il coro successivo fa da preambolo ad un lungo rilevante assolo rock di chitarra di Zappa a cui fa seguito un lungo ritornello del coro che rivela la sua intenzione di diventare un magnate del filo interdentale, raccoglierne da mattina a sera e comprarsi un grazioso cavallino di nome Piccolo Potente.
Il racconto riprende con la descrizione del pony, in groppa al quale vuole andare lungo la frontiera con in mano delle pinzette tempestate di zirconi, in modo che gli altri cowboy capiscano quanto sia potente. Si berrà un caffè da solo col suo pony pigmeo nel campo di filo interdentale e poi lo spronerà a galoppare nell'alba del Montana. La canzone si chiude in dissolvenza con l'alternanza del coro che ripete: "Mi muoverò presto in Montana" e del cantante country Kin Vassy che in modo trascinante urla: "Yippy-Ty-O-Ty-Ay", uno dei tipici richiami dei cowboy a cavallo americani.

### Altre versioni
La canzone diventò presto una delle preferite del suo pubblico e Zappa la interpretò in molti concerti nei quali, come era nel suo stile, spesso ne alterò musiche e testi. La versione che compare nell'album dal vivo You Can't Do That on Stage Anymore, Vol. 2, intitolata Whipping Floss, fu eseguita in risposta alla richiesta di uno spettatore di suonare Whipping Post degli Allman Brothers. Nel brano suonò la musica di Montana inserendo spesso nel testo la locuzione "whipping post", costringendo George Duke e Napoleon Murphy Brock a qualche difficoltà nel fare i cori, mentre la vibrafonista Ruth Underwood ed il batterista Chester Thompson furono sorpresi dalla velocità con cui Zappa aveva attaccato e lo costrinsero a ricominciare.
La versione in studio fu riproposta poco dopo l'uscita di Over-Nite Sensation come lato B in un singolo con il brano I'm the Slime. Montana fu inserita nelle raccolte You Can't Do That on Stage Anymore, Vol. 4 e Strictly Commercial e in diversi lavori postumi come le colonne sonore  The Dub Room Special del 2007, tratta dal film omonimo del 1982, e The Torture Never Stops del 2008. Fu inoltre interpretata in numerosi concerti dal figlio di Frank, Dweezil Zappa.

## Musicisti
Zappa fu accompagnato nell'album da una delle formazioni più prestigiose delle Mothers of Invention, la band di cui era leader da diversi anni. Per i cori femminili, presenti in Montana, I'm the Slime, Dirty Love, Zomby Woof e Dinah-Moe Humm, ingaggiò Tina Turner e le Ikettes, che si esibivano allora nel gruppo di Ike and Tina Turner e stavano incidendo negli stessi studi. Le cantanti non furono accreditate sulle note di copertina per volere di Ike, il marito di Tina, che trovò le canzoni sgradevoli e non adatte al loro stile.